# Conseil populaire de la république populaire de Donetsk
IIIe législature
Le Conseil populaire (en russe : Народный совет, romanisation : Narodny soviet ; en ukrainien : Народна Рада, romanisé : Narodna Rada),, est le parlement monocaméral de la république populaire de Donetsk.
Les dernières élections au Conseil ont eu lieu le 11 novembre 2018.

## Composition
| Législature | Élection             | Composition | Composition                                        | Président                                                              |
| ----------- | -------------------- | ----------- | -------------------------------------------------- | ---------------------------------------------------------------------- |
| 1re         | 2 novembre 2014      |             | République de Donetsk (68) Donbass libre (ru) (32) | Andreï Pourguine Denis Pouchiline Olga Aleksandrovna Makeeva (intérim) |
| 2e          | 11 novembre 2018     |             | République de Donetsk (74) Donbass libre (ru) (26) | Vladimir Bidyovka                                                      |
| 3e          | 10-12 septembre 2023 |             | Russie unie (74) LDPR (6) KPRF (6) NL (4)          | Artem Joga                                                             |